# Tagetes erecta

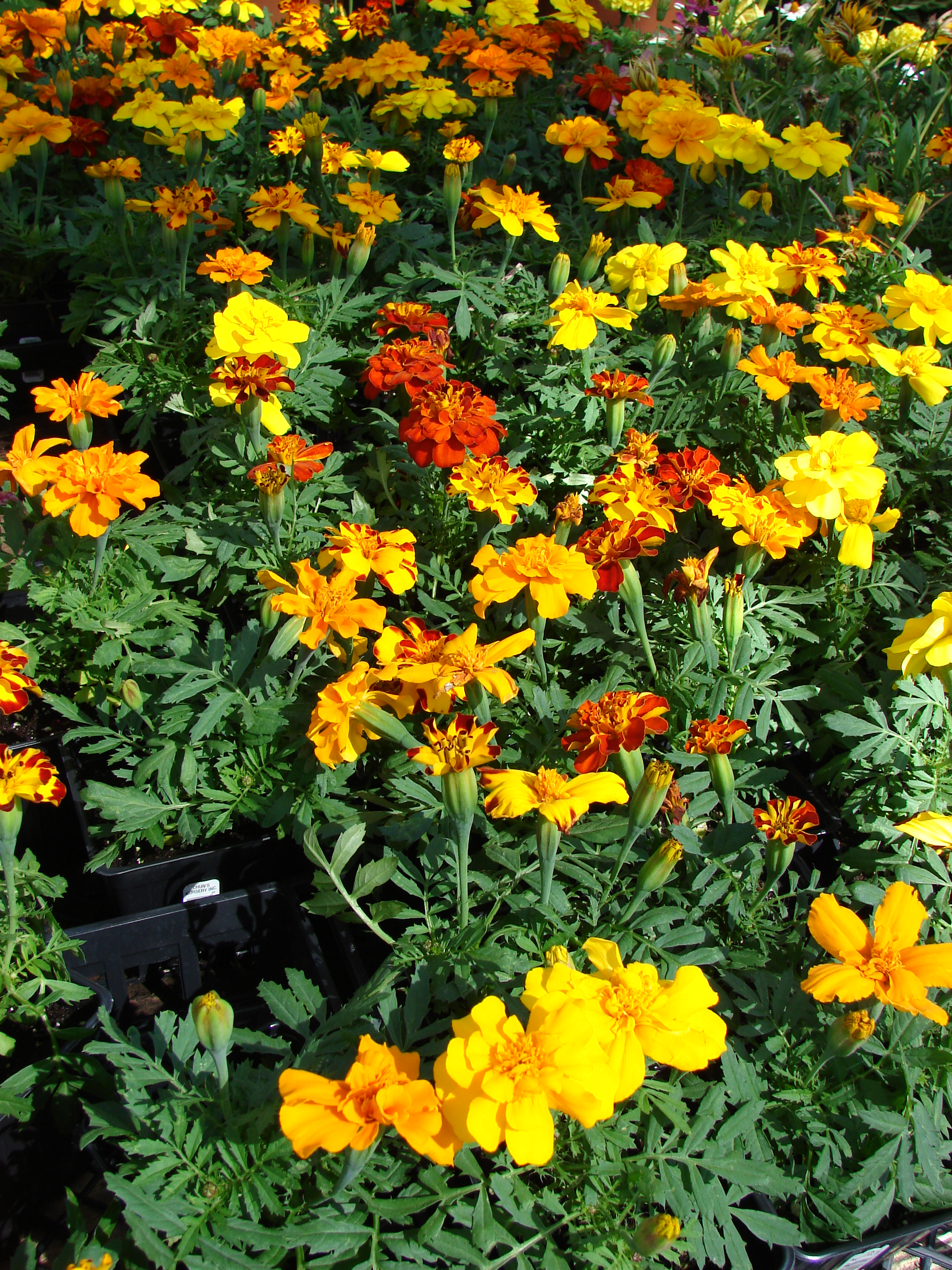
Tagetes erecta a Hawaii

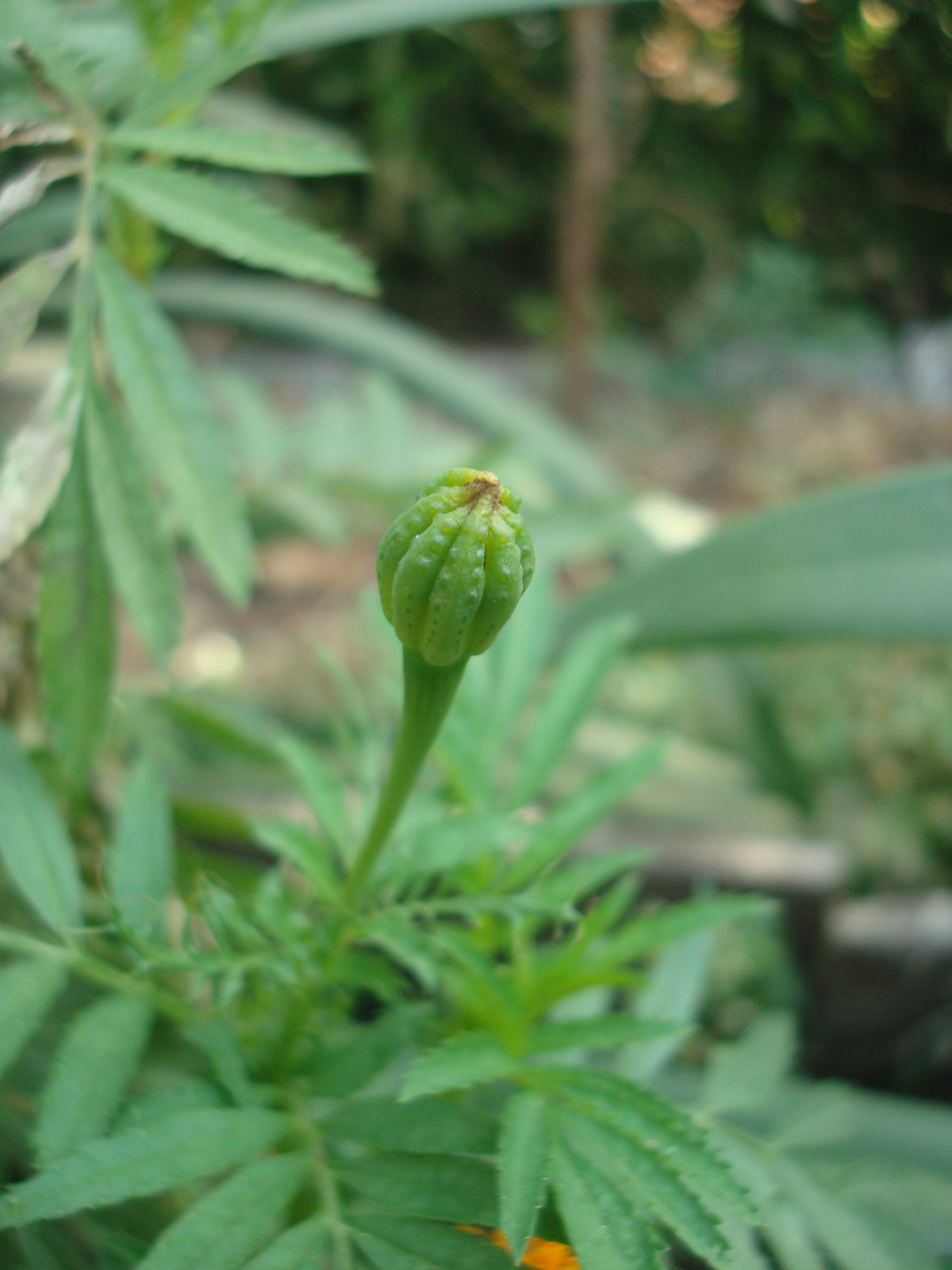
Tagetes erecta a l'Índia

Tagetes erecta és una espècie de planta del gènere Tagetes, una varietat de clavell de moro nativa de Mèxic i Amèrica Central . Arriba a fer 50-100 cm d'alt i es cultiva per les seves propietats ornamentals, cerimonials (utilitzada en el Dia de Morts mexicà) i curatives, i com a flor tallada.